# Санкт-Томас (Айфель)
Санкт-Томас (нем. Sankt Thomas) — община в Германии, в земле Рейнланд-Пфальц.
Входит в состав района Айфель-Битбург-Прюм. Подчиняется управлению Кильбург. Население составляет 302 человека (на 31 декабря 2010 года). Занимает площадь 9,14 км².